# Casa Juncadella
La Casa Juncadella, ou Casa Rodolf Juncadella, est un bâtiment éclectique de Barcelone. Il est situé au numéro 33 de la Rambla de Catalogne, dans le district de l'Eixample. La construction, réalisée entre 1888 et 1890, est l'une des premières oeuvres de l'architecte Enric Sagnier, qui s'est inspiré des palais barcelonais du XVIIIe siècle. L'édifice est aujourd'hui occupé par des locaux commerciaux au rez de chaussée, et par des bureaux aux étages supérieurs.

## Histoire
Le bâtiment, à son achèvement, a été une des premières Casas de Barcelone diffusée dans des revues étrangères ; concrètement, il est apparu dans la prestigieuse Academy Architecture and Architectural Review de Londres, tout comme la Casa Roger Vidal, également bâtie à cette période. En 1918, à la demande de Pelegrino Vidal, le même Sagnier a remodelé la partie supérieure du bâtiment.
Depuis le 1er septembre 2020, le  Consulat Général des Philippines à Barcelone est logé à l'étage principal du bâtiment.

## Architecture
L'édifice est orné sur la balustrade supérieure d'éléments décoratifs avec ornementation végétale, typique de l'éclectisme du bâtiment. Les colonnes ioniques et les rambardes de pierre ornementales, ainsi que les balcons ouvragés et ferronneries intérieures sont aussi remarquables.

## Galerie

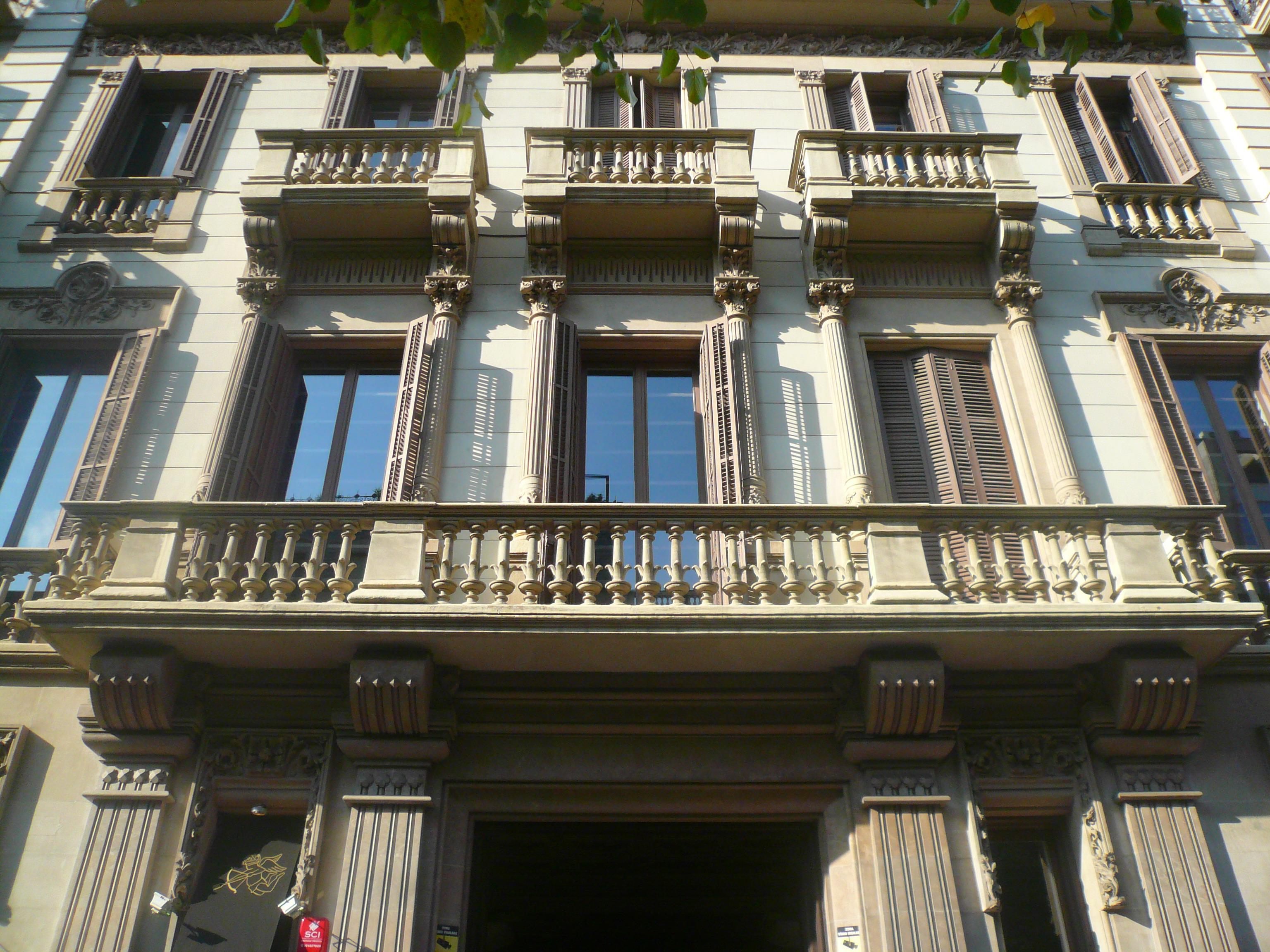
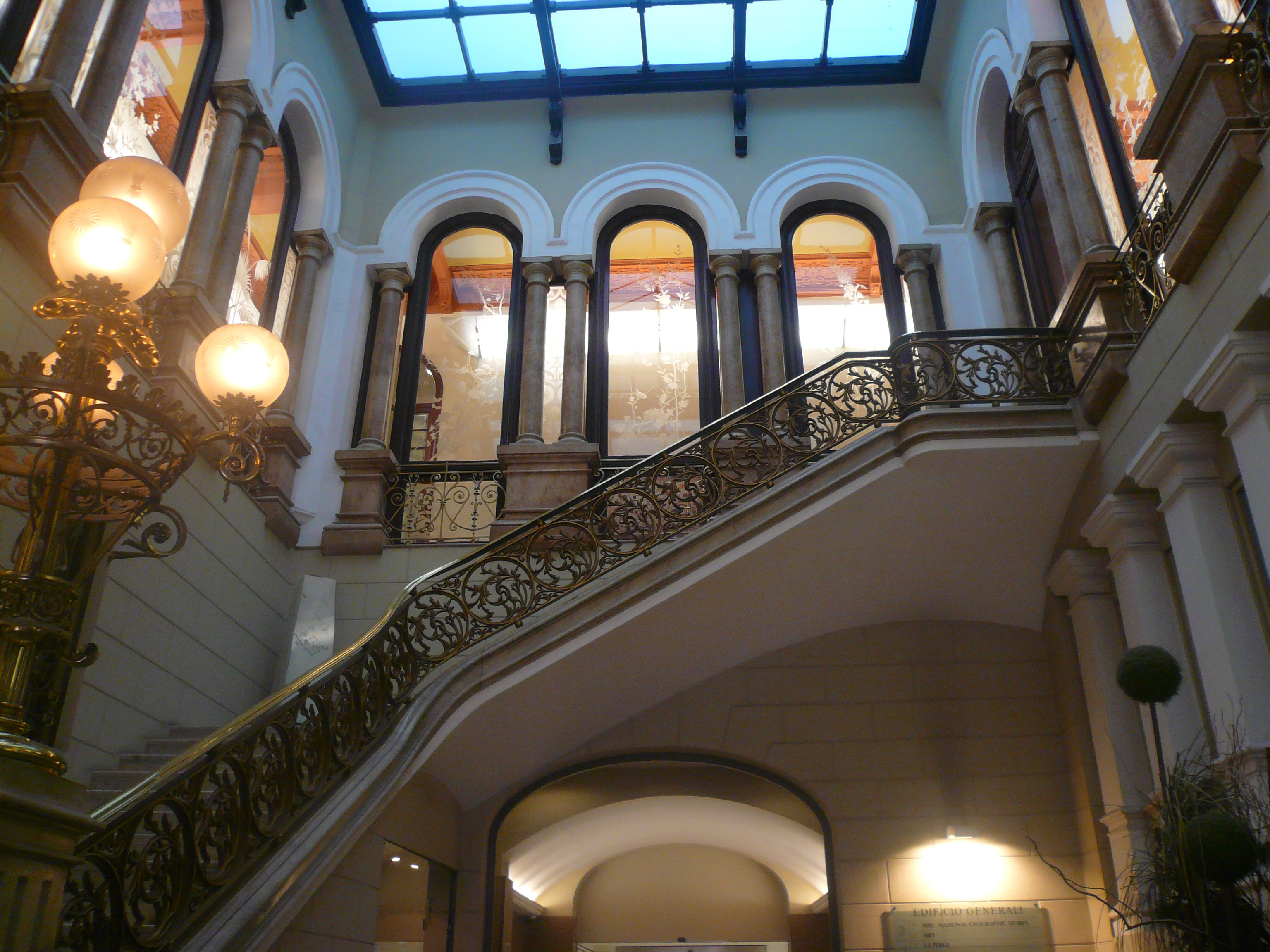
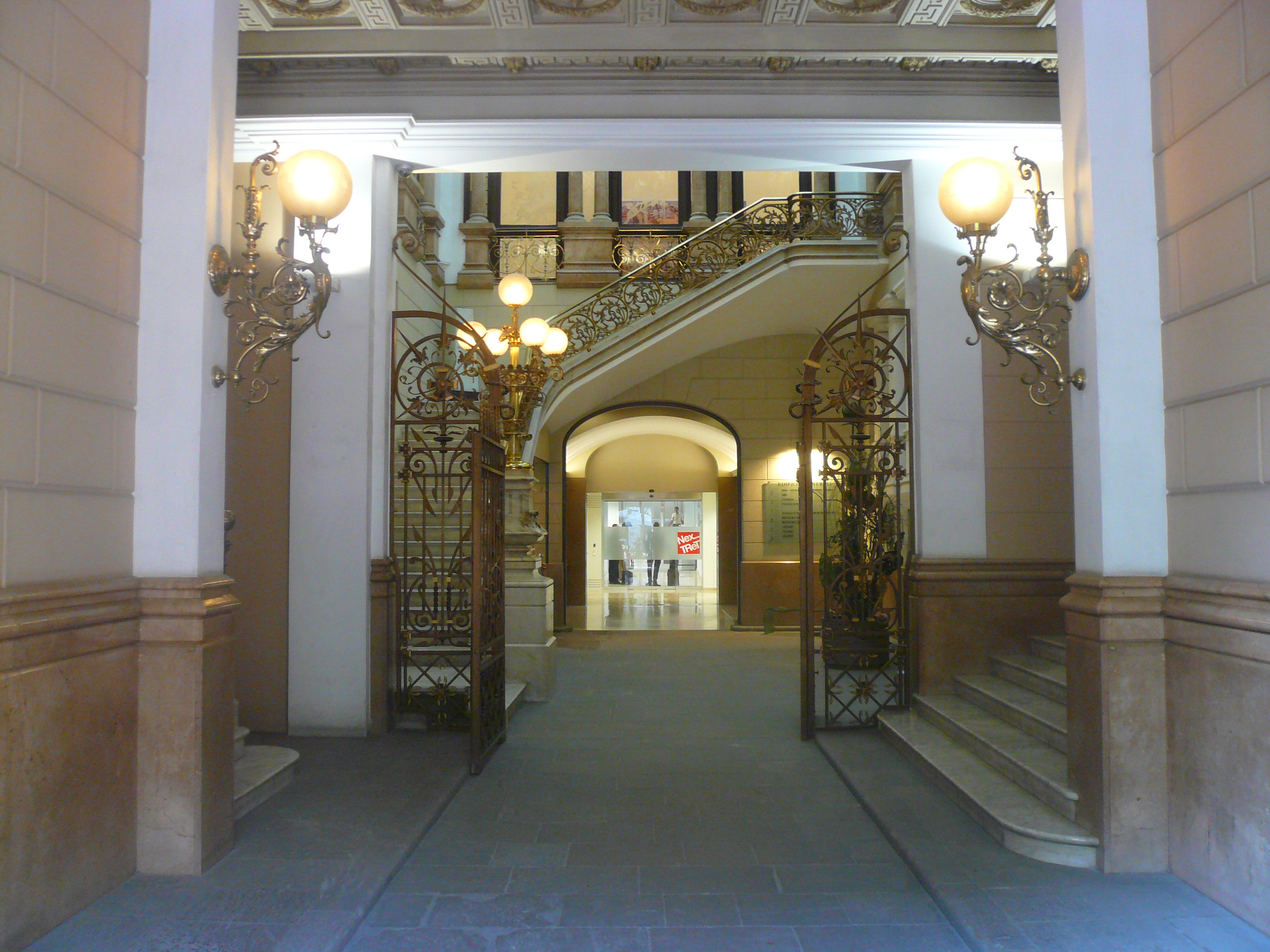
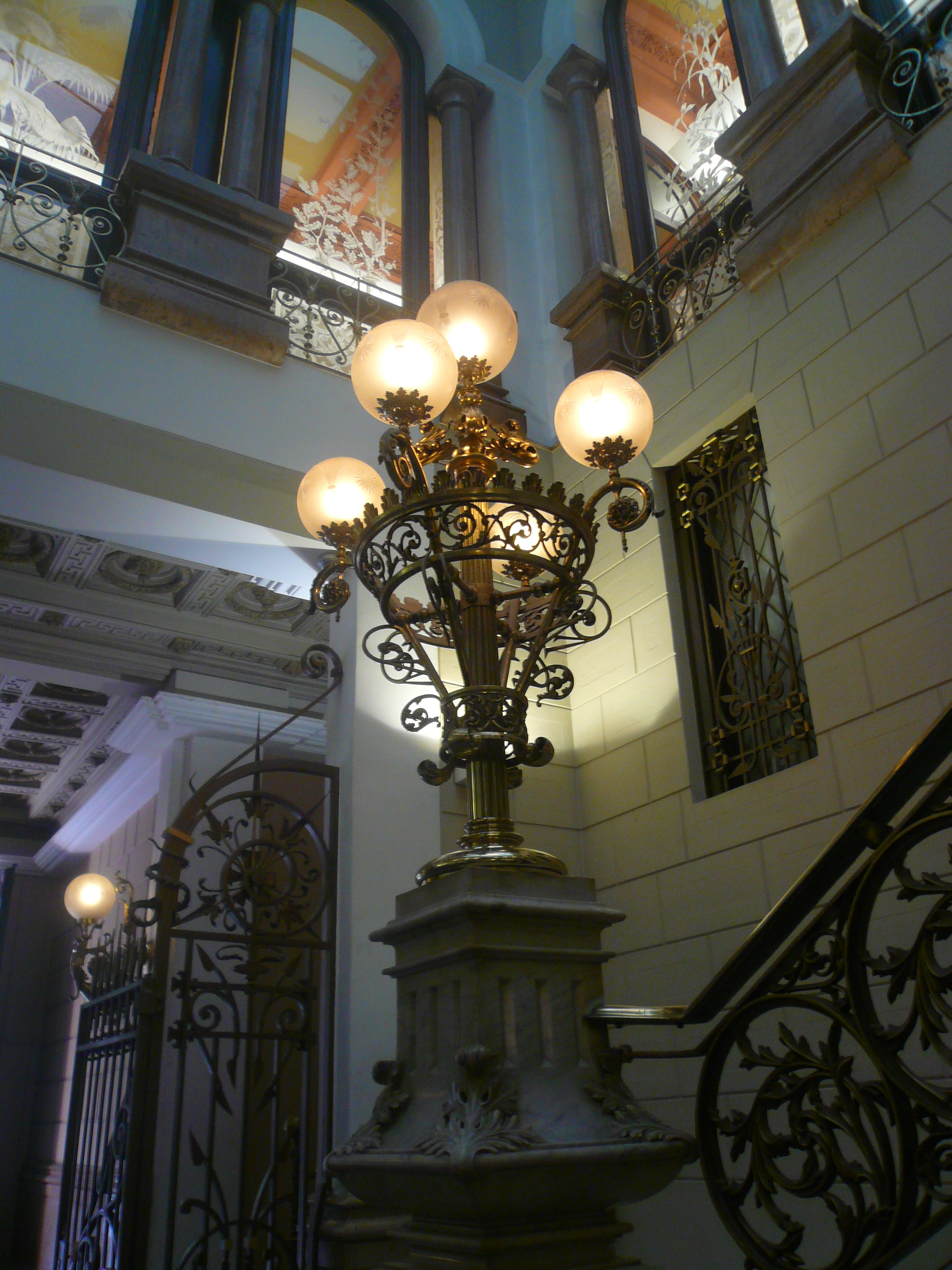
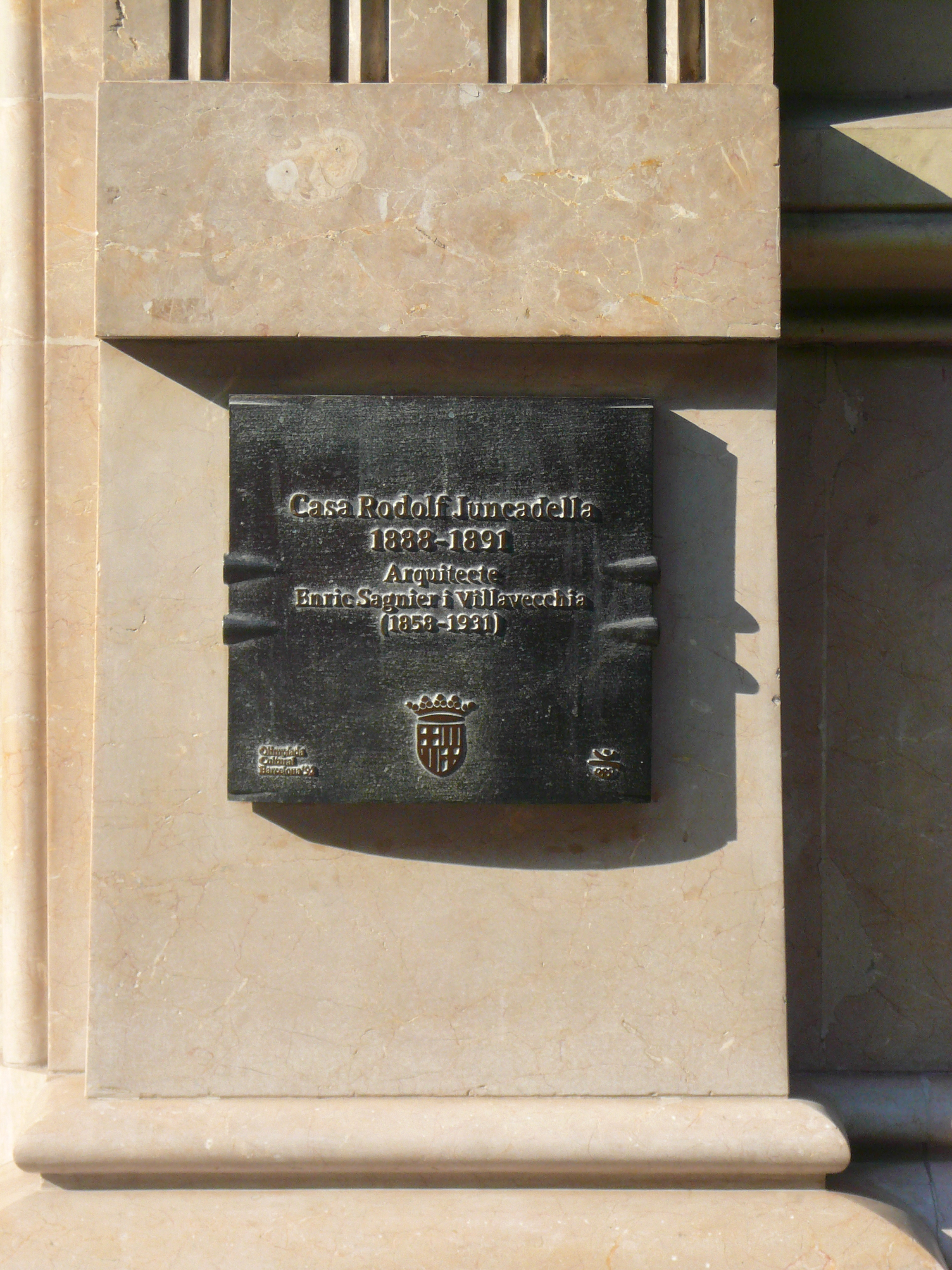
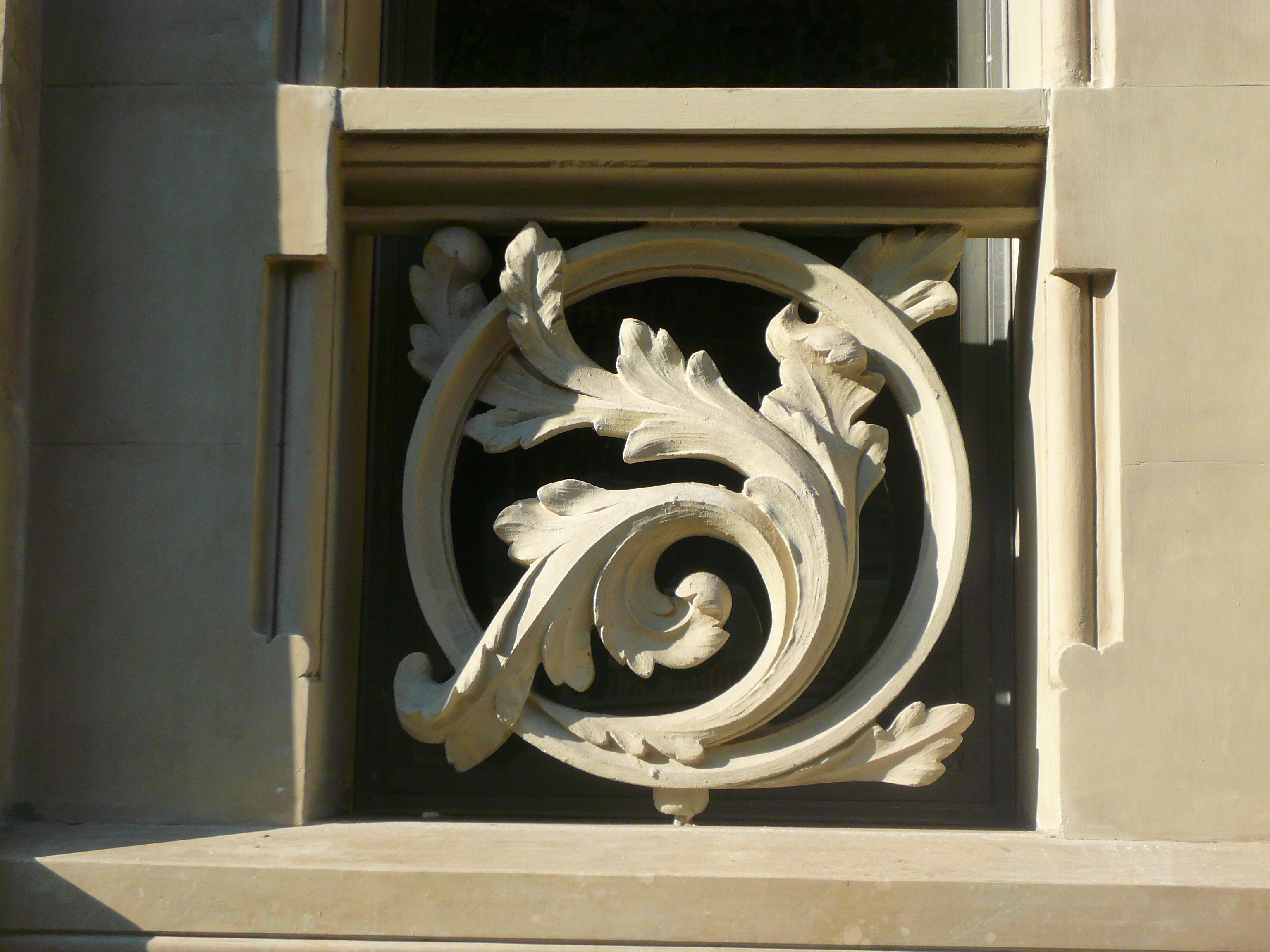